# Marcelo Bustamante
Marcelo Bustamante (Villa Tesei, Buenos Aires, Argentina, 17 de febrero de 1980) es un exfutbolista argentino que se desempeñaba como lateral izquierdo.

## Biografía
Comenzó su carrera en Vélez Sársfield en 2000 debutando con el primer equipo en una victoria por 2 a 1 ante Huracán. Por sus pocas chances de jugar en el equipo titular fue prestado a Olimpo de Bahía Blanca en 2002 y a Arsenal de Sarandí en 2004. Con la llegada de Miguel Ángel Russo a la dirección técnica de Vélez, Bustamante logró tener más continuidad e incluso terminó jugando como titular en el equipo que se consagró campeón del Torneo Clausura en 2005. En los posteriores campeonatos, se disputó el puesto con Ariel Broggi hasta que una serie de expulsiones lo relegaron de las preferencias del técnico.
Desde 2007 con la llegada al club de Ricardo La Volpe Bustamante pasó a jugar como defensor central en línea de 3.
Es un lateral con vasta experiencia, que ha tenido continuidad en su carrera profesional en los últimos 3 años jugando para el Club Atlético Bánfield.
A partir de su arribo al Club Atlético Bánfield, y bajo las órdenes del Director Técnico Julio César Falcioni, ha jugado como defensor lateral en formaciones 4-4-2.
Se destacan sus participaciones en la Copa Libertadores de América, como uno de los pilares del Campeón argentino del Apertura 2009. Su solidez y experiencia junto a Víctor López ha consolidado una de las mejores defensas del fútbol argentino, jugando para el Club Atlético Bánfield.

## Clubes
| Club                  | País      | Año       |
| --------------------- | --------- | --------- |
| Vélez Sarsfield       | Argentina | 2000-2002 |
| Olimpo (Bahía Blanca) | Argentina | 2002-2003 |
| Vélez Sarsfield       | Argentina | 2003      |
| Arsenal               | Argentina | 2004      |
| Vélez Sarsfield       | Argentina | 2004-2008 |
| Banfield              | Argentina | 2008-2013 |
| All Boys              | Argentina | 2013-2014 |
| Sarmiento (Junín)     | Argentina | 2014      |

## Estadísticas
| Apertura 2000 | Club Atlético Vélez Sarsfield | Argentina | 34 | 1  | 0 |  |       |  |  |     |   |
| Clausura 2001 | Club Atlético Vélez Sarsfield | Argentina | 4  | 2  | 0 |  |       |  |  |     |   |
| Apertura 2001 | Club Atlético Vélez Sarsfield | Argentina | 4  | 8  | 0 |  |       |  |  |     |   |
| Clausura 2002 | Club Atlético Vélez Sarsfield | Argentina | 4  | 5  | 0 |  |       |  |  |     |   |
| Apertura 2002 | Club Olimpo                   | Argentina | 3  | 10 | 3 |  |       |  |  |     |   |
| Clausura 2003 | Club Olimpo                   | Argentina | 3  | 11 | 0 |  |       |  |  |     |   |
| Apertura 2003 | Club Atlético Vélez Sarsfield | Argentina | 21 | 1  | 0 |  |       |  |  |     |   |
| Clausura 2004 | Arsenal Fútbol Club           | Argentina | 24 | 12 | 1 |  |       |  |  |     |   |
| Apertura 2004 | Club Atlético Vélez Sarsfield | Argentina | 6  | 12 | 0 |  |       |  |  |     |   |
| Clausura 2005 | Club Atlético Vélez Sarsfield | Argentina | 6  | 3  | 0 |  |       |  |  |     |   |
| Apertura 2005 | Club Atlético Vélez Sarsfield | Argentina | 6  | 10 | 0 |  |       |  |  |     |   |
| Clausura 2006 | Club Atlético Vélez Sarsfield | Argentina | 6  | 12 | 1 |  |       |  |  |     |   |
| Apertura 2006 | Club Atlético Vélez Sarsfield | Argentina | 6  | 3  | 0 |  |       |  |  |     |   |
| Clausura 2007 | Club Atlético Vélez Sarsfield | Argentina | 6  | 11 | 0 |  |       |  |  |     |   |
| Apertura 2007 | Club Atlético Vélez Sarsfield | Argentina | 3  | 14 | 0 |  |       |  |  |     |   |
| Clausura 2008 | Club Atlético Vélez Sarsfield | Argentina | 3  | 8  | 0 |  |       |  |  |     |   |
| Apertura 2008 | Club Atlético Banfield        | Argentina | 6  | 18 | 2 |  |       |  |  |     |   |
| Clausura 2009 | Club Atlético Banfield        | Argentina | 6  | 17 | 0 |  |       |  |  |     |   |
| Apertura 2009 | Club Atlético Banfield        | Argentina | 6  | 19 | 0 |  |       |  |  |     |   |
| Clausura 2010 | Club Atlético Banfield        | Argentina | 6  | 0  | 1 |  | Total |  |  | 214 | 8 |

## Palmarés

### Campeonatos nacionales
| Título           | Club            | País      | Año    |
| ---------------- | --------------- | --------- | ------ |
| Primera División | Vélez Sársfield | Argentina | C-2005 |
| Primera División | Banfield        | Argentina | A-2009 |